# Alexandre Pavão

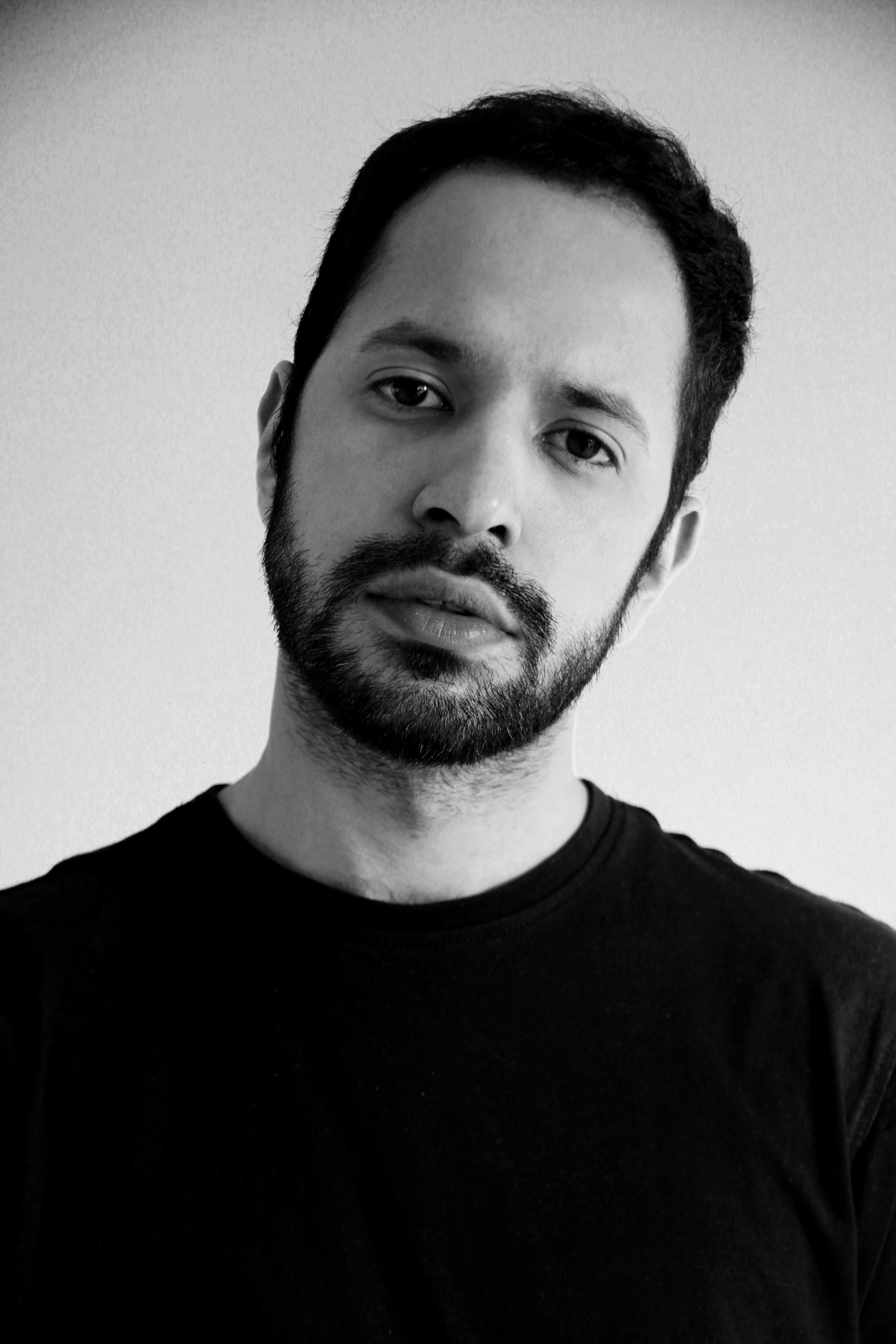
Alexandre Pavão

Alexandre Pavão é a marca homônima do designer de moda, Alexandre Pavão. Com produtos únicos e disruptivos, a marca vem crescendo mais a cada dia, tendo criado uma das maiores comunidades em torno de uma etiqueta no Brasil. 
Trabalhando com materiais pouco usuais para o cenário de moda, como cordas, mosquetes e argolas, além de cores vibrantes e designs únicos, a marca vem conquistando cada dia mais o público consumidor de moda autoral brasileira.

## História da Marca
Fundada em 2006 por sua mãe, Débora Alves, ainda em Marilia no interior de São Paulo, a marca começou pela customização de camisetas, móveis e calçados. Em 2010, Pavão desenhou oficialmente sua primeira bolsa no ateliê do curso técnico do SENAI, o que revelou uma grande paixão pelo design de acessórios. A partir daí, ele começou a trilhar um caminho sólido no mercado de moda, passando por diversas marcas e, finalmente, criando sua própria identidade.

## Início do Sucesso
A marca independente começou a bombar realmente em 2015, quando Alexandre se muda oficialmente para São Paulo e decide focar em sua etiqueta. lançando a coleção Not Just a Sackpack, que marcou o início do reconhecimento de sua assinatura criativa, hoje sinônimo de inovação e estilo.
Em 2017, o cinto THIS IS NOT JUST A STRAP se tornou um sucesso nas redes sociais, especialmente após ser visto no look do dia da cantora Anitta. Em 2018/19, o George Bucket Hat, colorido e adornado com mosquetões e cordas, se tornou um ícone no Carnaval de rua brasileiro, sendo visto por toda parte.

## Conquista Celebridades e Influencers
Após 2018 a marca conquistou de vez as celebridades e influenciadores de moda do país. Com uma lista extensa de nomes como Sabrina Sato, Pabllo Vittar, Bruna Marquezine, Fê Paes Leme, Maisa e muito mais. 
No universo das influenciadas de moda, a marca se tornou um must-have, sendo utilizada por Boca Rosa, Bruna Tavares, Luiza Schiavini e diversas outras.

## Comunidade de Moda

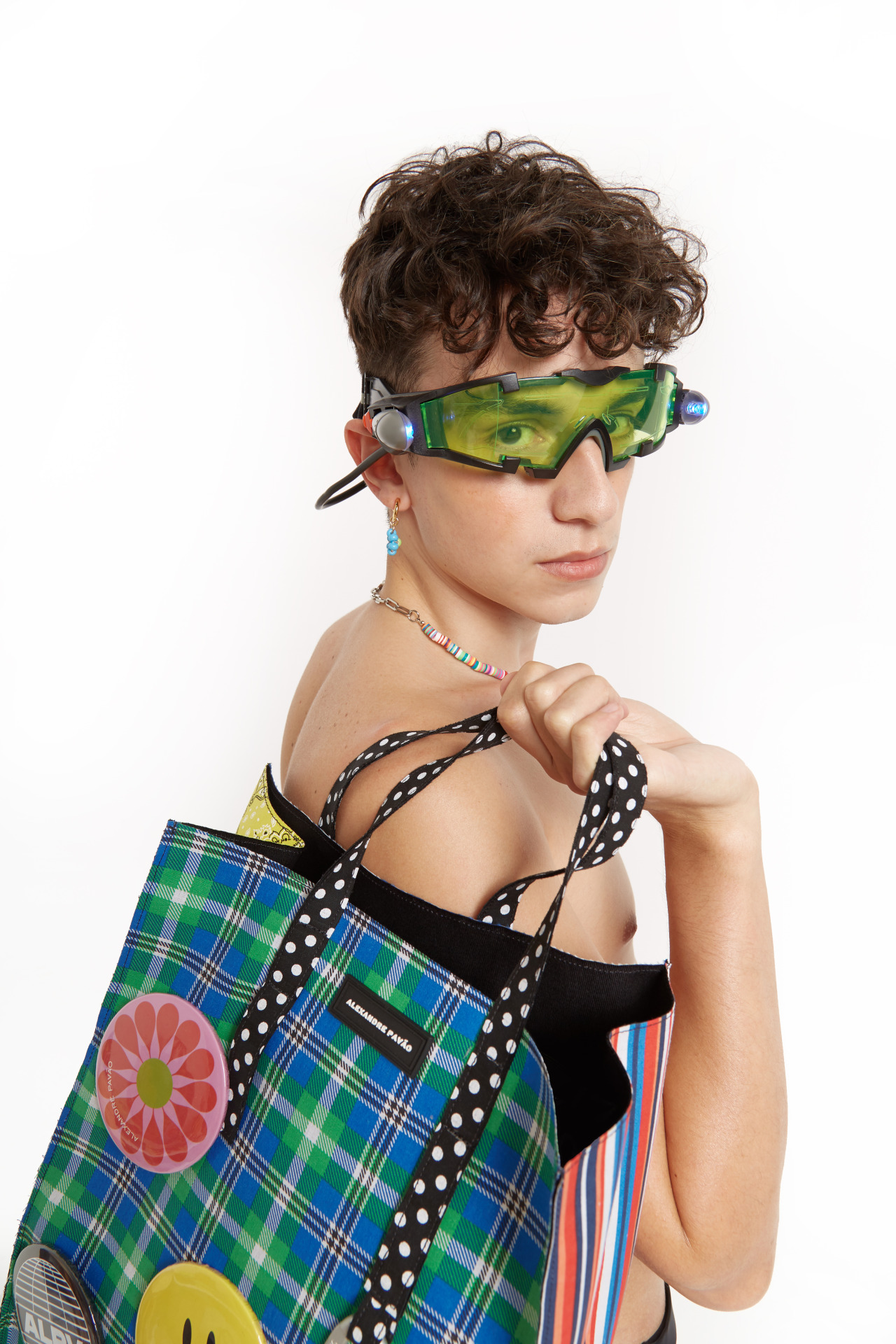
Bag Alexandre Pavão

Com números altíssimos de engajamento em suas redes sociais, contando com quase 200 mil seguidores apenas no Instagra e mais de 25 milhões de vizualizaçoes da hashtag #AlexandrePavao no TikTok a marca Alexandre Pavão construiu ao longo de sua história, uma das comunidades mais engajadas em torno de uma marca, principalmente no cenário nacional, onde o designer vê seus produtos se esgotarem em questão de horas, além dos produtos mais limitados atingirem valores altíssimos de revenda.